# Ремесленник
Реме́сленник, реме́сленница — лицо (мастер или подмастерье), обладающее определёнными профессиональными навыками (ремеслом), производящее на продажу и на заказ изделия ручной работы — конечные продукты труда, созданные кустарным способом с применением собственных средств производства, в том числе относящихся к изделиям народных промыслов.
В средние века ремесленники составляли основу городского населения, большинство из них являлись членами цехов (см. Ремесленники (сословие)). В переносном смысле, ремесленник (в отличие от художника, творца) — тот, кто работает без творческой инициативы, без вдохновения, шаблонно. Подобное противопоставление является современным, поскольку в древности ремесло и искусство не противопоставлялись друг другу.

## Профессии (ремёсла)

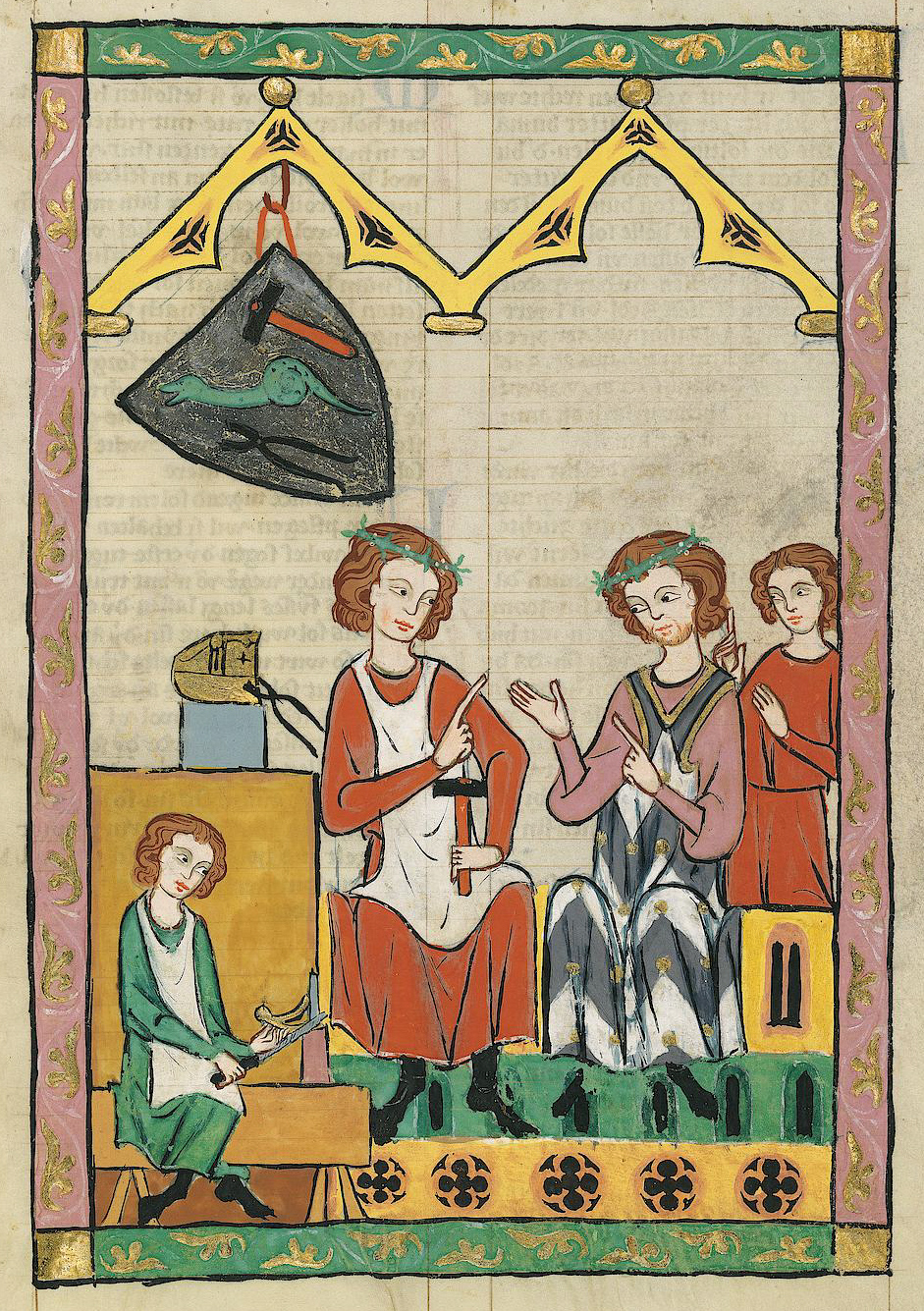
Немецкие кузнецы (первая половина XIV века).

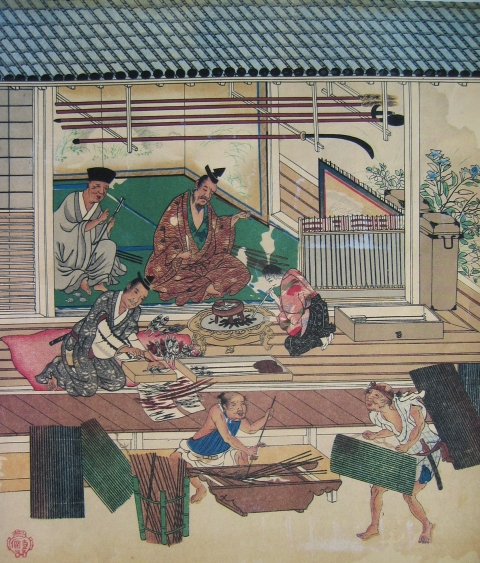
Японские стрельники («Ширма всех ремесленников», XVI век).

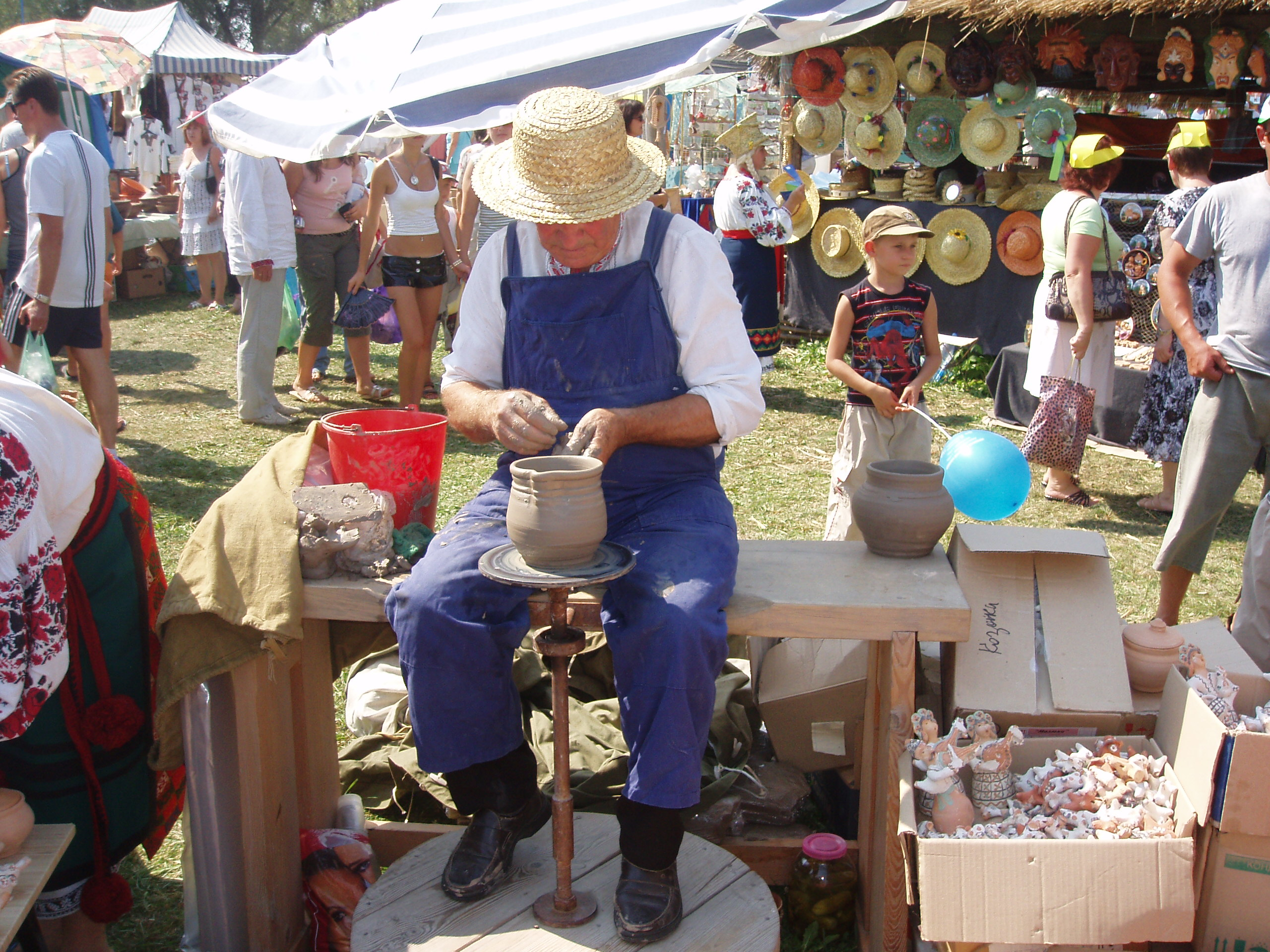
Гончар, Сорочинская ярмарка, XXI век.

### А
- Аптекарь — ремесленник, собирающий лекарственные растения, производит лекарства.

### Б
- Бондарь — ремесленник, производящий бочки, бадьи, деревянные вёдра.
- Брыляр (шляпник) — ремесленник, который шьёт шляпы.

### В
- Винокур — ремесленник, изготавливающий водку и спирт.

### Г
- Гончар — ремесленник, производящий на гончарном круге посуду и другие изделия из глины.
- Гравёр — ремесленник, создающий гравюры.
- Гробовщик — ремесленник, делающий гробы.

### Ж
- Жестянщик — ремесленник, производящий различные жестяные изделия или покрывающий жестью крыши (кровельщик).

### З
- Зеркальщик — ремесленник, который изготавливает зеркала.
- Золотарь — ремесленник, вывозящий нечистоты.

### И
- Иконописец — ремесленник, пишущий иконы и святые образы.

### К
- Каменщик — ремесленник, работающий с камнем, занимающийся кладкой, возведением сооружений из камня или кирпича.
- Кожемяка — ремесленник, занимающийся выделкой кож.
- Кожевенник — ремесленник, производящий кожаные изделия.
- Кондитер — ремесленник, производящий кондитерские изделия.
- Корзинщик — ремесленник, плетущий корзины.
- Кузнец — ремесленник, обрабатывающий металл ковкой, производит кованые металлические предметы.

### Л
- Лакировщик — ремесленник, занимающийся лакировкой, покрытием изделий лаком.
- Литейщик — ремесленник, отливающий в форму металлические изделия.
- Лудильщик (медник) — ремесленник, занимается лужением, нанесением свинцового покрытия на поверхность изделий из металла.
- Лучник — ремесленник, изготавливает луки.

### М
- Маляр — ремесленник, рисующий вывески или занимается окраской зданий, стен помещений.
- Мебельщик — ремесленник, который производит мебель.
- Мельник — ремесленник, который перемалывает зёрна на муку на мельнице.
- Мечник — ремесленник, кующий мечи.
- Медник — ремесленник, который производит или ремонтирует медную посуду или другие медные изделия.

### О
- Оптик — ремесленник, который производит оптические линзы и приборы.
- Оружейник — ремесленник, который производит оружие.
- Оловянщик — ремесленник, который производит или ремонтирует медные изделия.

### П
- Парикмахер — ремесленник, который производит парики, подстригает, красит волосы, делает причёски, а также бреет мужчин.
- Пекарь — ремесленник, который выпекает хлебобулочные изделия.
- Переплётчик[фр.] — ремесленник, переплетающий книги.
- Печатник — ремесленник, занимающийся печатным делом.
- Перчаточник — ремесленник, который производит перчатки и рукавицы.
- Печник — ремесленник, кладущий и обслуживающий печи.
- Пивовар — ремесленник, который варит пиво на пивоварне.
- Плотник — ремесленник, занимающийся грубой обработкой древесины, строительством деревянных строений, изготовлением простой деревянной мебели.
- Повар — ремесленник, занимающийся приготовлением пищи для особых случаев (готовящий пищу на заказ).
- Портной — ремесленник, шьющий и ремонтирующий одежду.

### Р
- Резчик — ремесленник, занимающийся резьбой.

### С
- Сапожник — ремесленник, шьющий и ремонтирующий обувь.
- Скорняк — ремесленник, шьющий и ремонтирующий меховые изделия.
- Скульптор — ремесленник, создающий скульптуры.
- Слесарь — ремесленник, обрабатывающий металлы ручным или механическим инструментом, составляет, регулирует, ремонтирует машины и механизмы.
- Солевар — ремесленник, занимающийся вывариванием соли из воды.
- Стеклодув
- Стекольщик — ремесленник, вставляет стёкла в оконные рамы.
- Столяр — ремесленник, занимающийся обработкой дерева, тоньше, чем плотницкое, и изготовлением изделий из него.
- Стрельник — ремесленник, который производит стрелы.

### Т
- Ткач — ремесленник, производящая ткани на ткацком станке.
- Токарь — ремесленник, занимающийся обработкой металла, дерева и других материалов способом обточки на токарном станке.
- Трубочист — ремесленник, очищающий дымоходы.

### Ч
- Часовщик — ремесленник, изготавливающий и ремонтирующий часы.

### Ш
- Шорник — ремесленник, производящий ременную и конскую сбрую.

### Ю
- Ювелир — ремесленник, создающий художественные изделия и украшения из драгоценных металлов и самоцветов, в том числе золота или покрывает изделия золотом (позолота).

## Иллюстрации

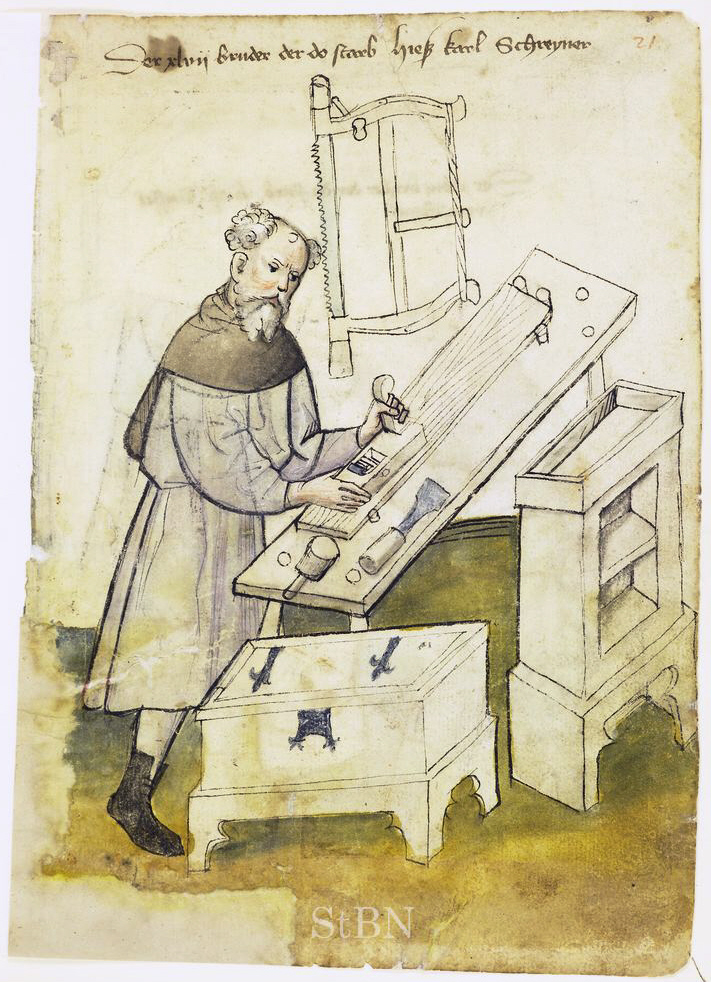
Плотник, 1425 год.
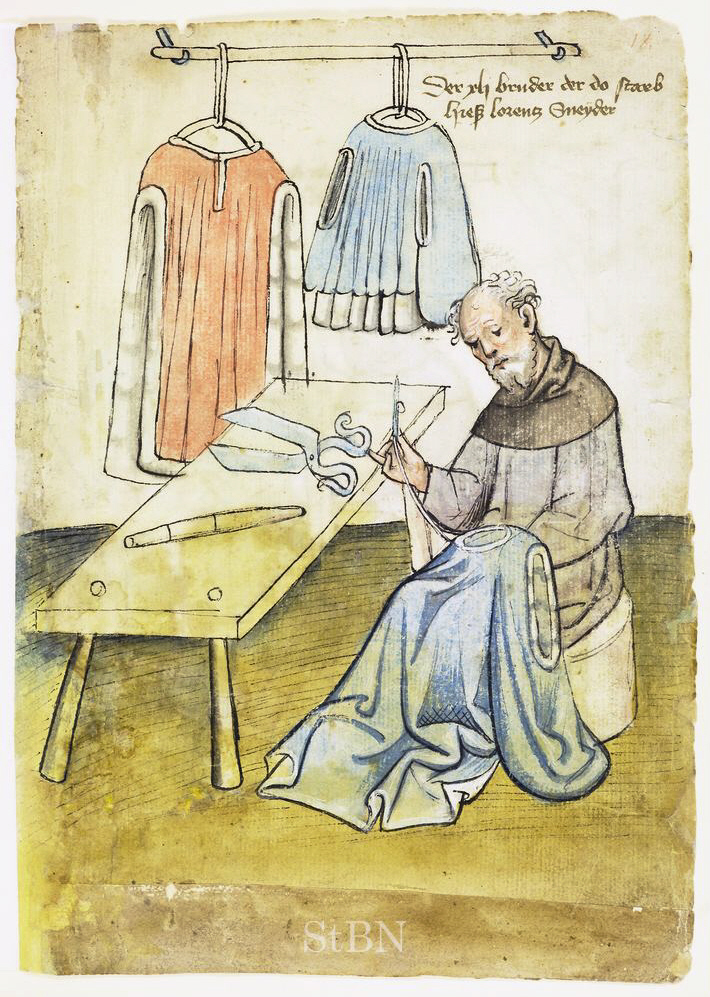
Портной, 1425 год.
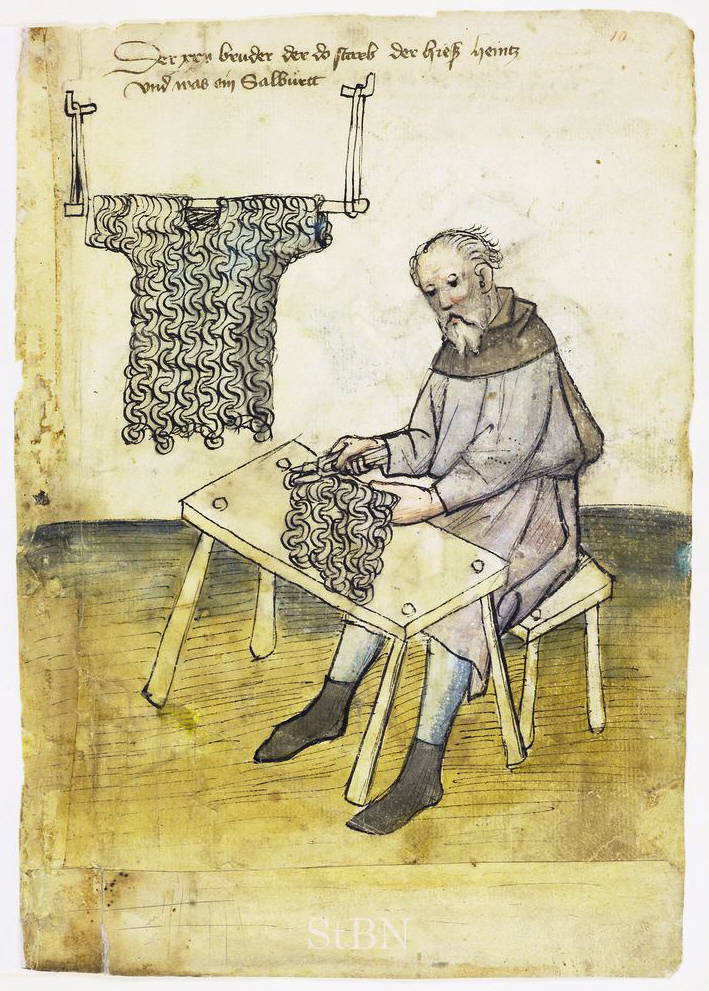
Изготовление кольчуги, 1425 год.
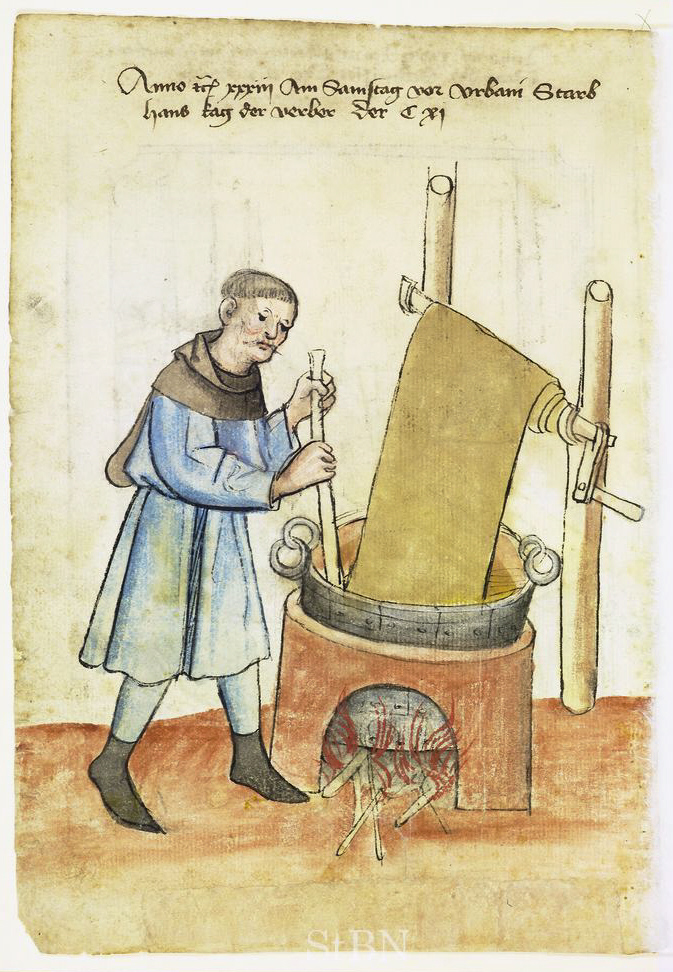
Красители, 1433 год.
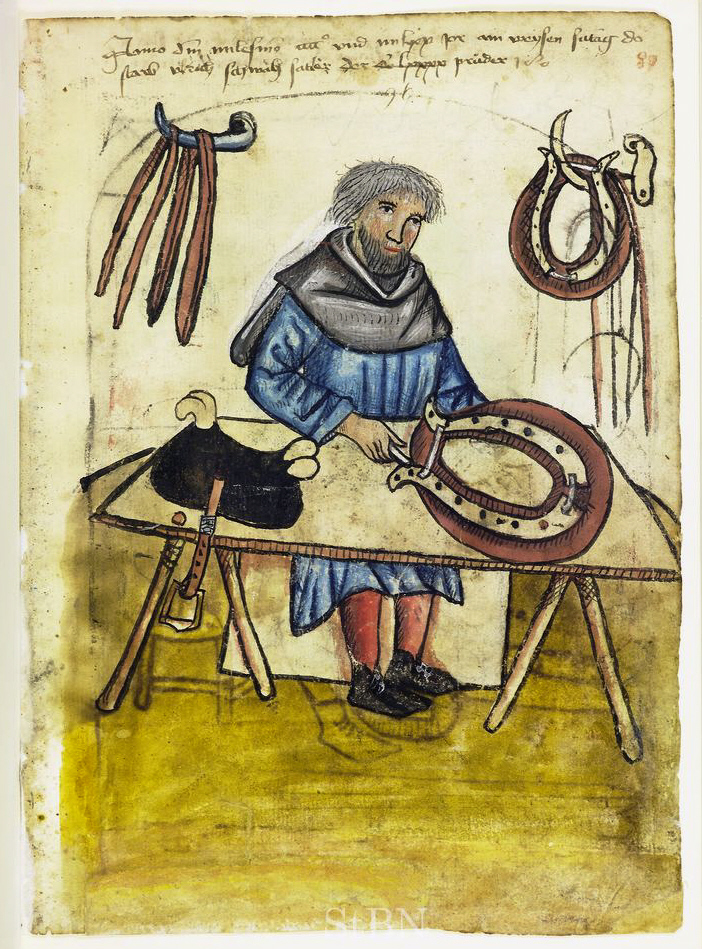
Седляр, 1470 год.
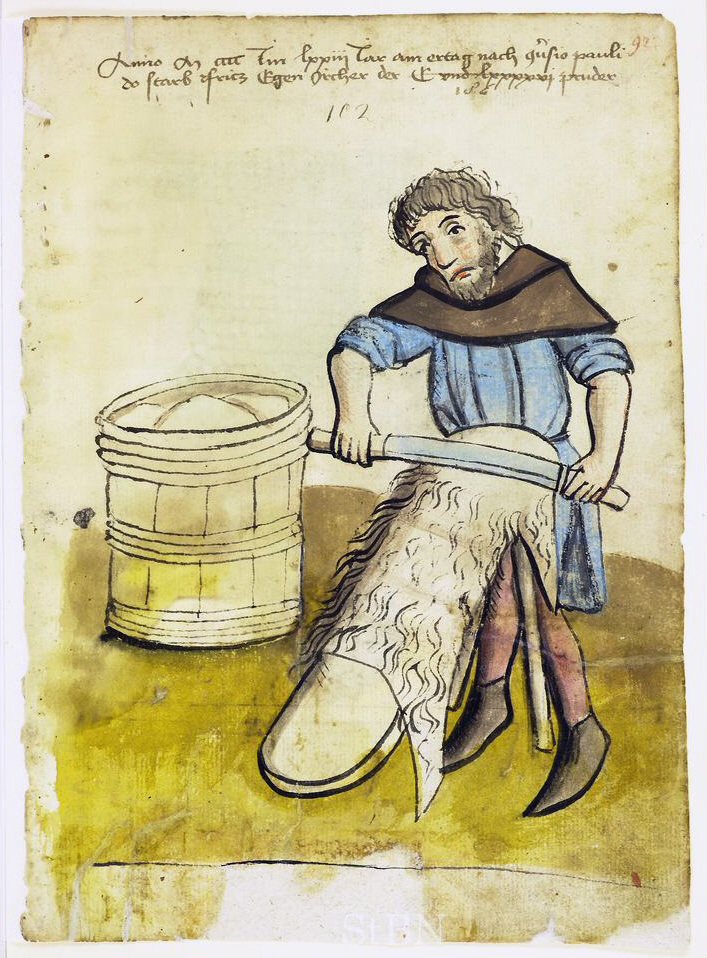
Дубление, 1473 год.
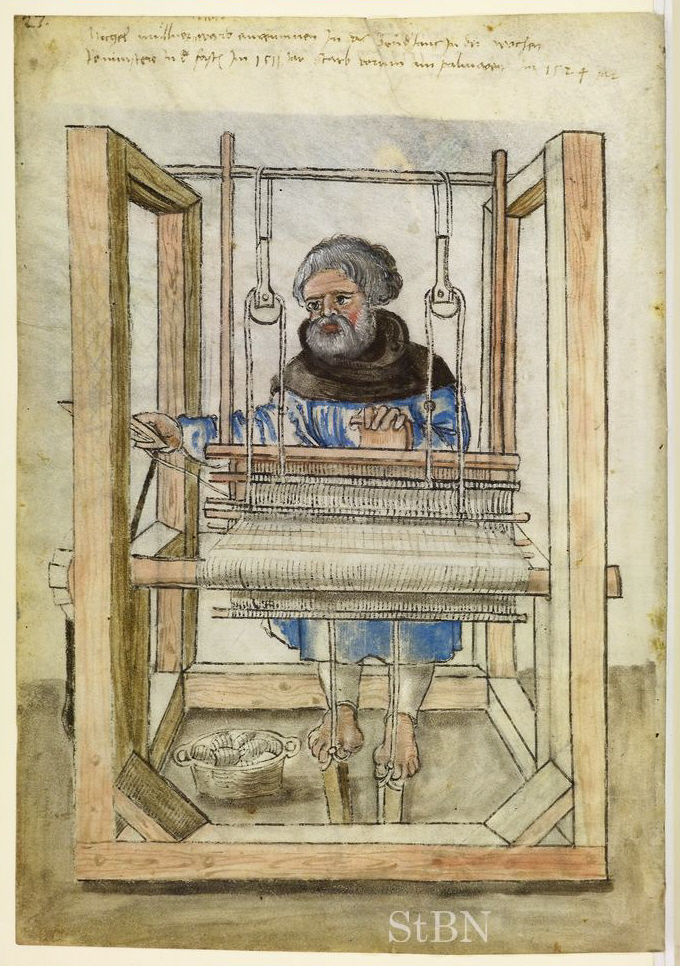
Ткачество, 1524 год.
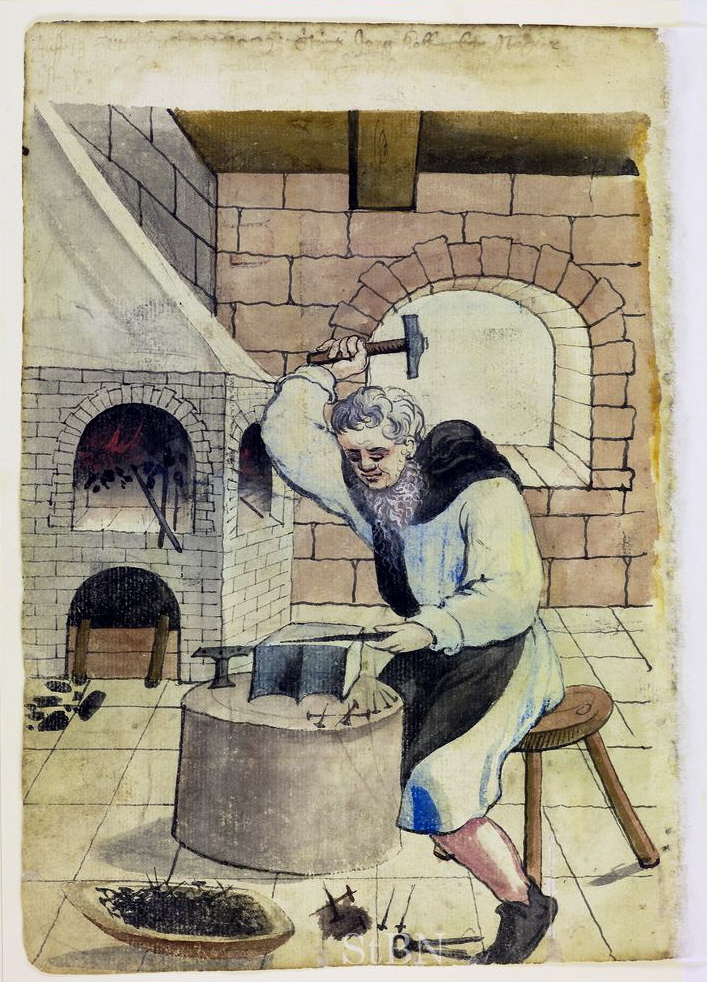
Изготовление гвоздей, 1529 год.
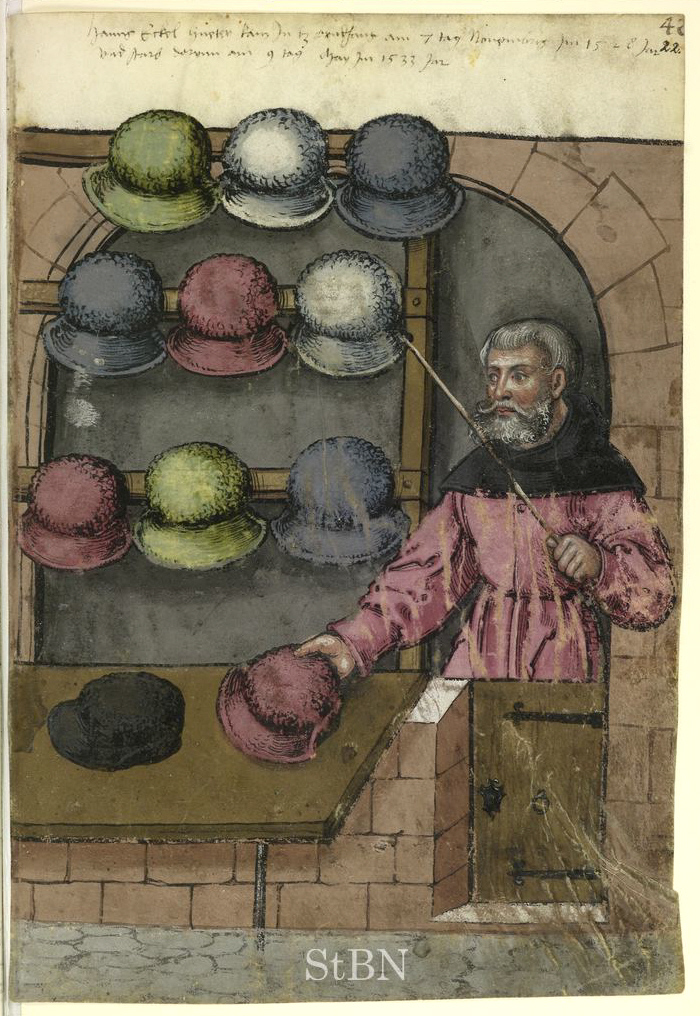
Шляпник, 1533 год.
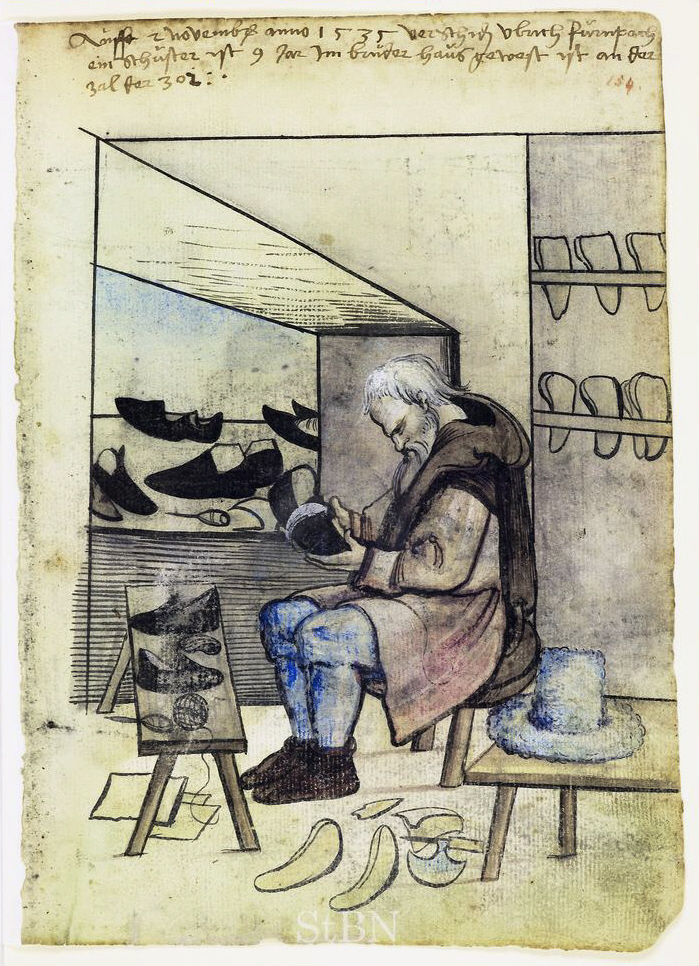
Сапожник, 1535 год.
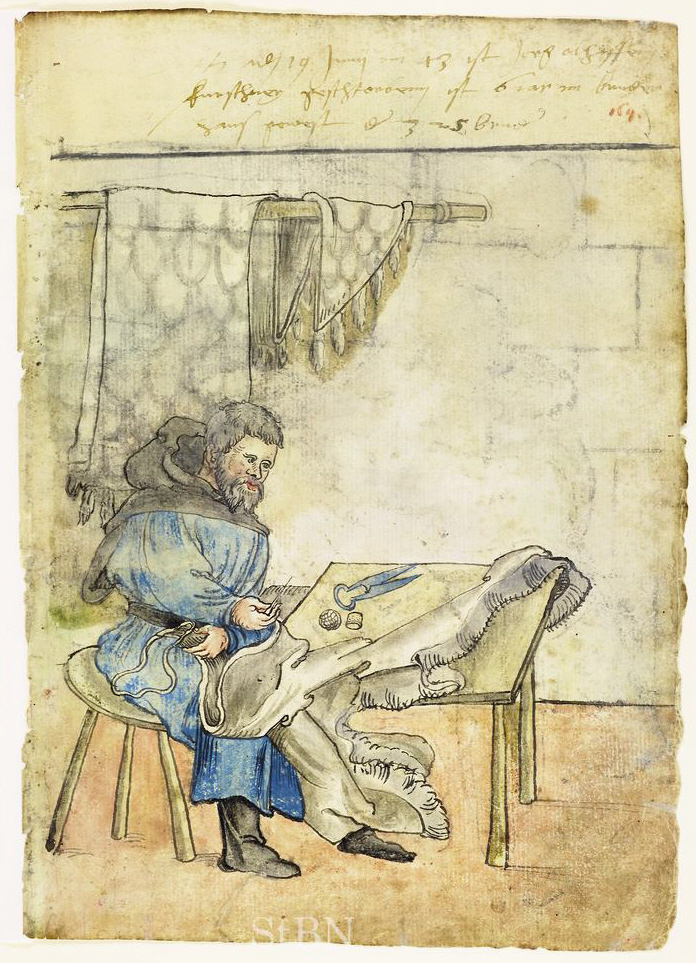
Скорняк, 1543 год.
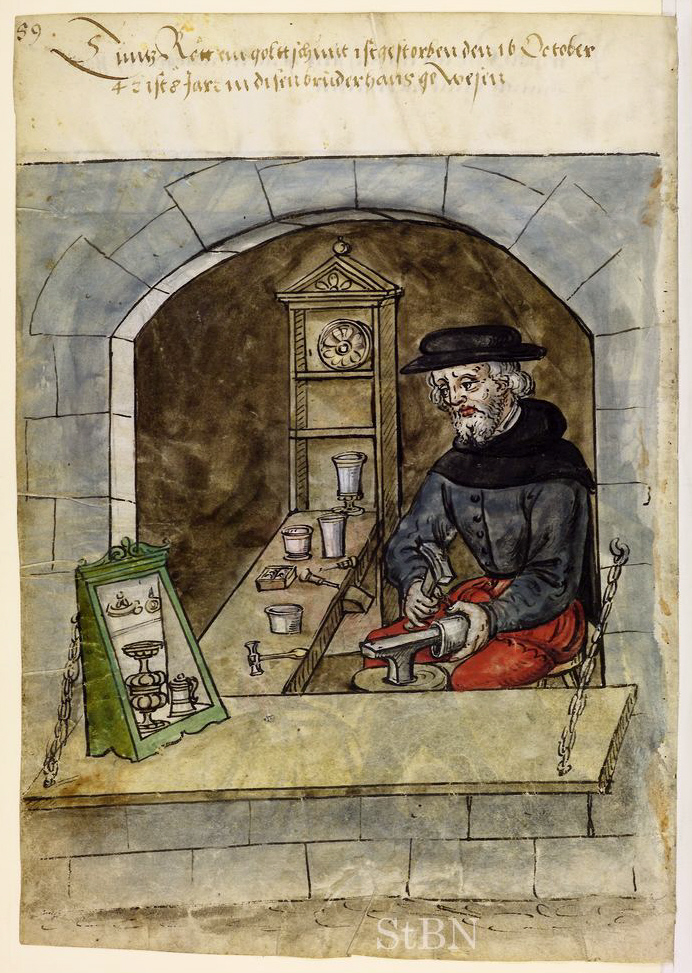
Ювелир, 1543 год.
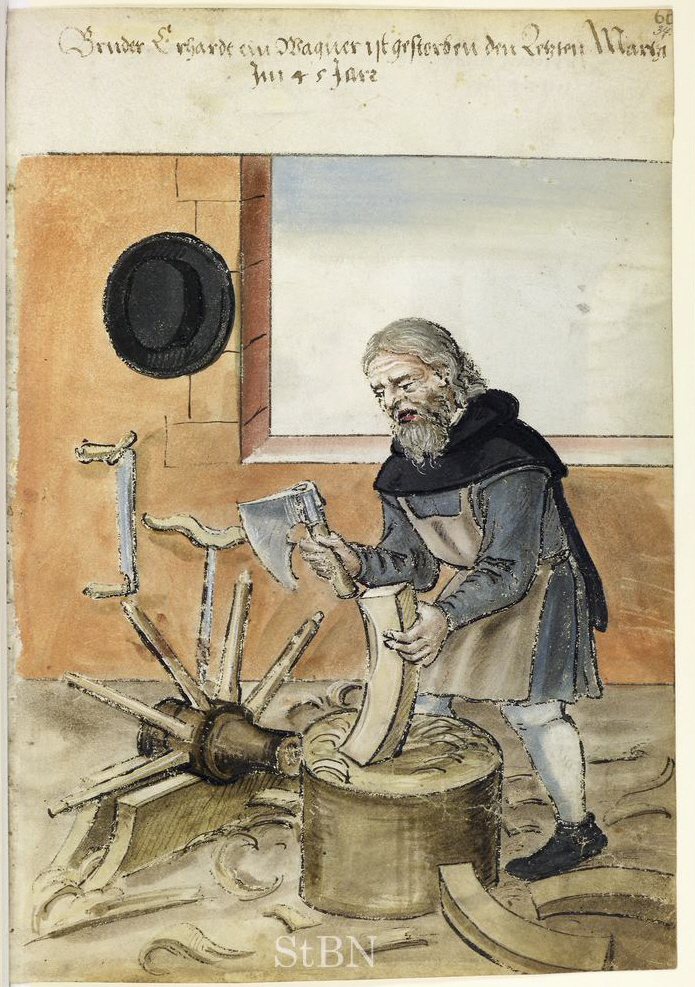
Колесник, 1545 год.
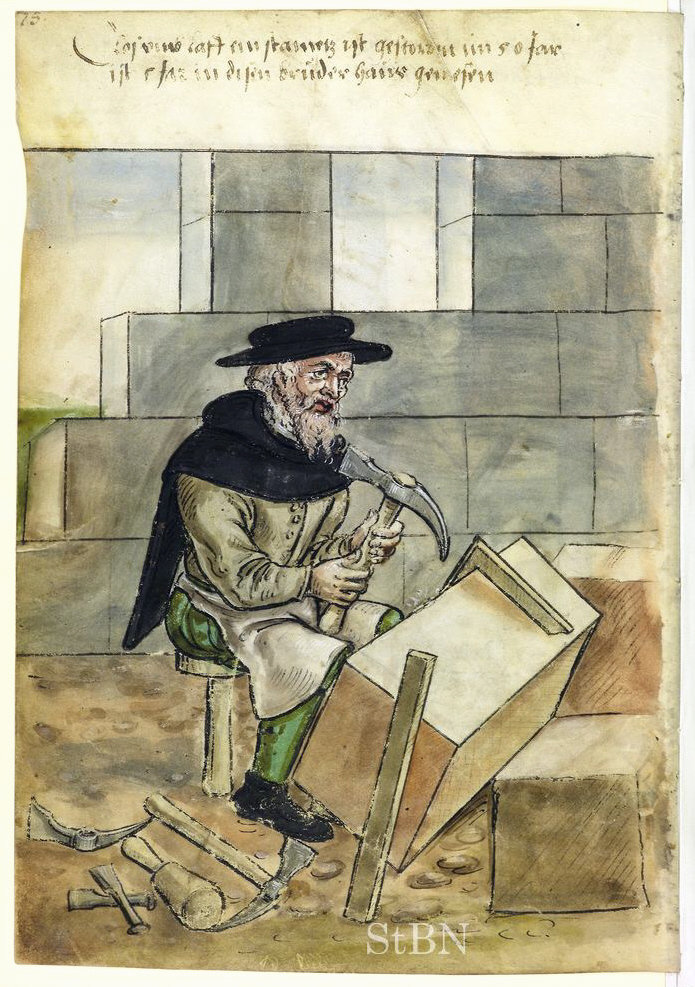
Каменотёс, 1550 год.
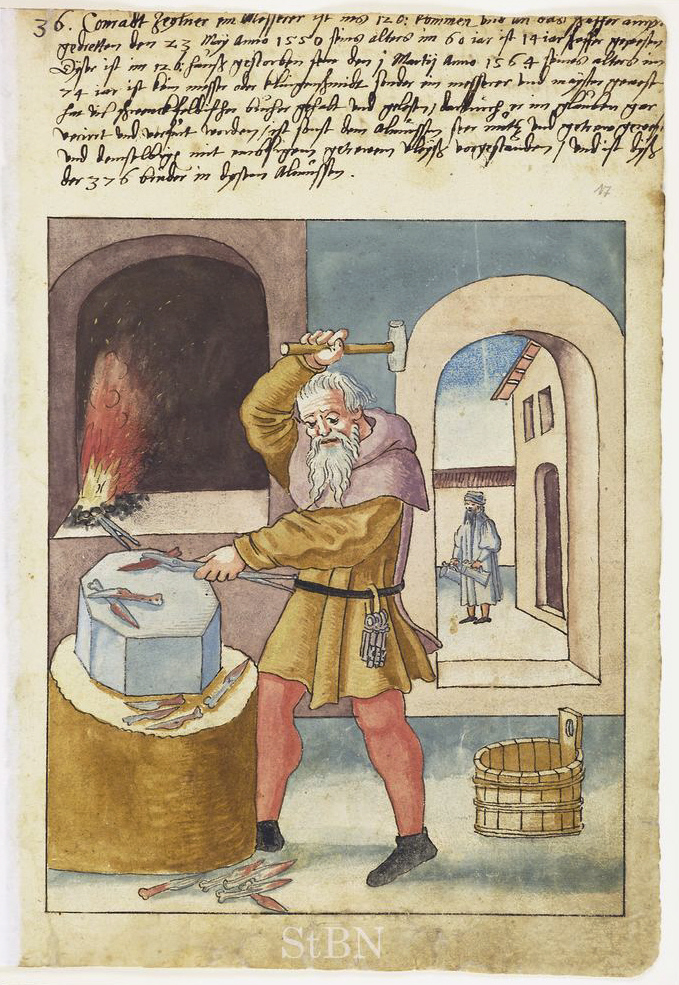
Кузнец, 1564 год.
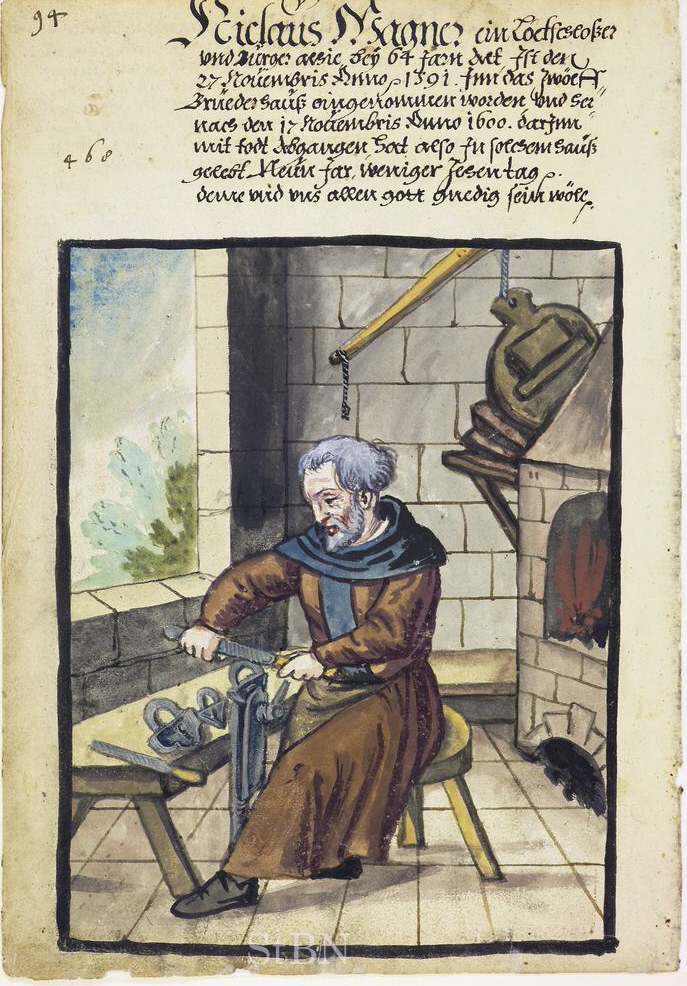
Слесарь, 1600 год.
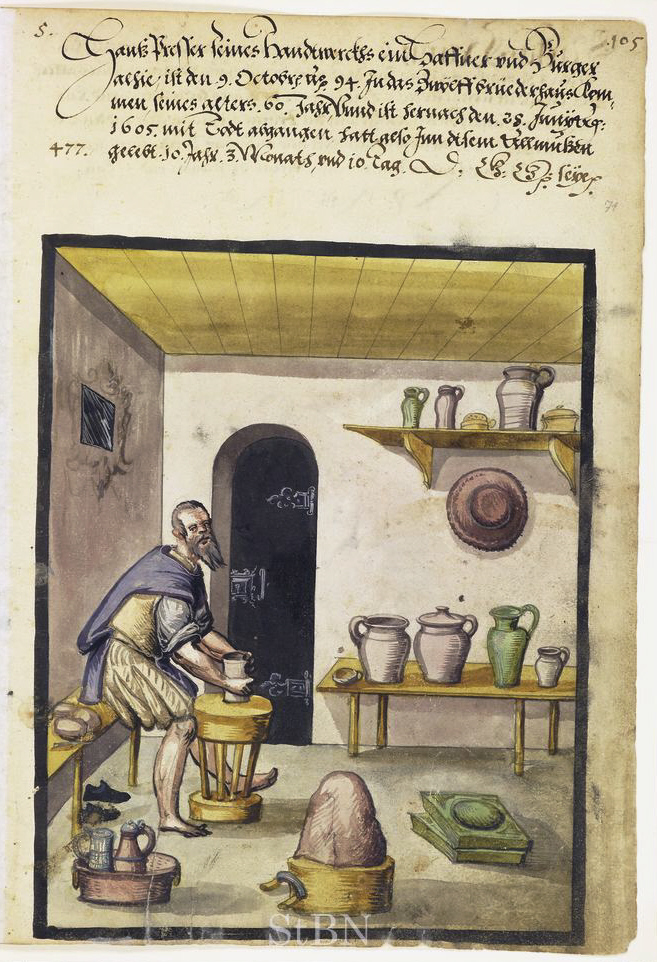
Гончарное производство, 1605 год.
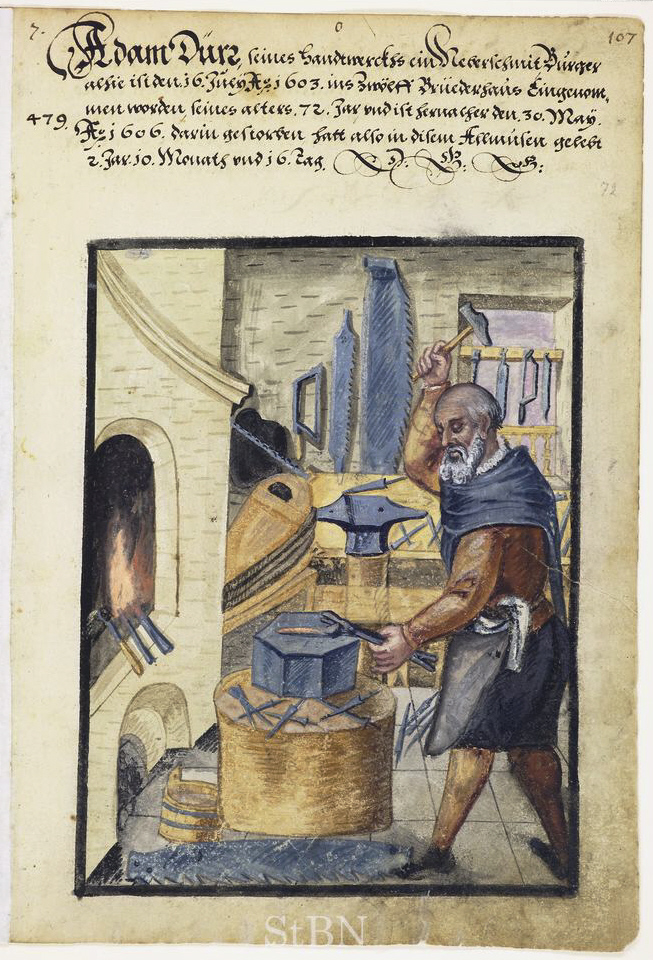
Кузнец, 1606 год.
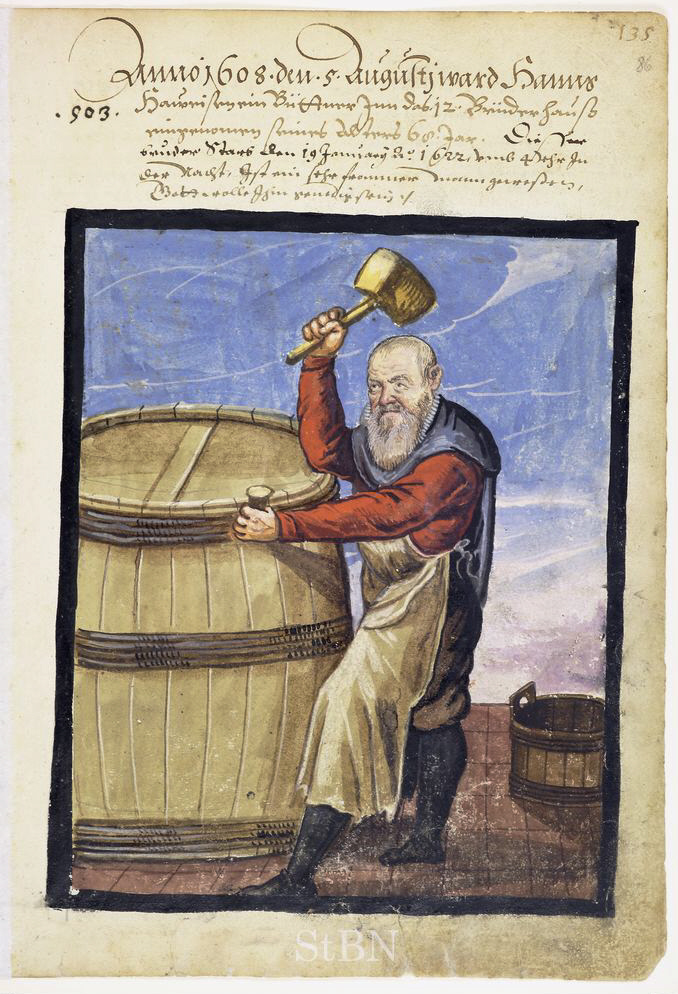
Бондарь, 1608 год.
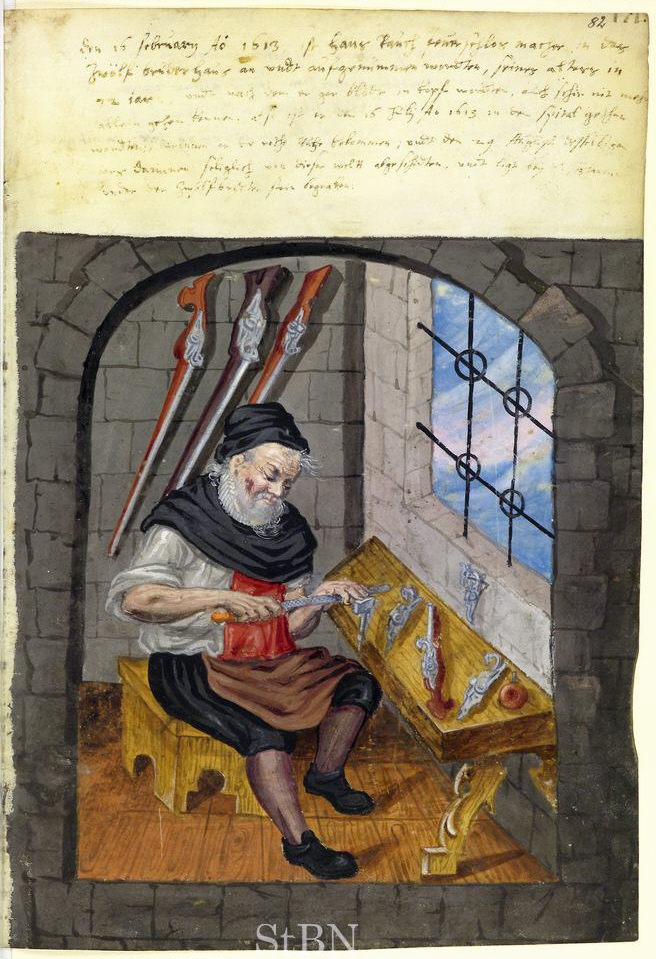
Ружейник, 1613 год.
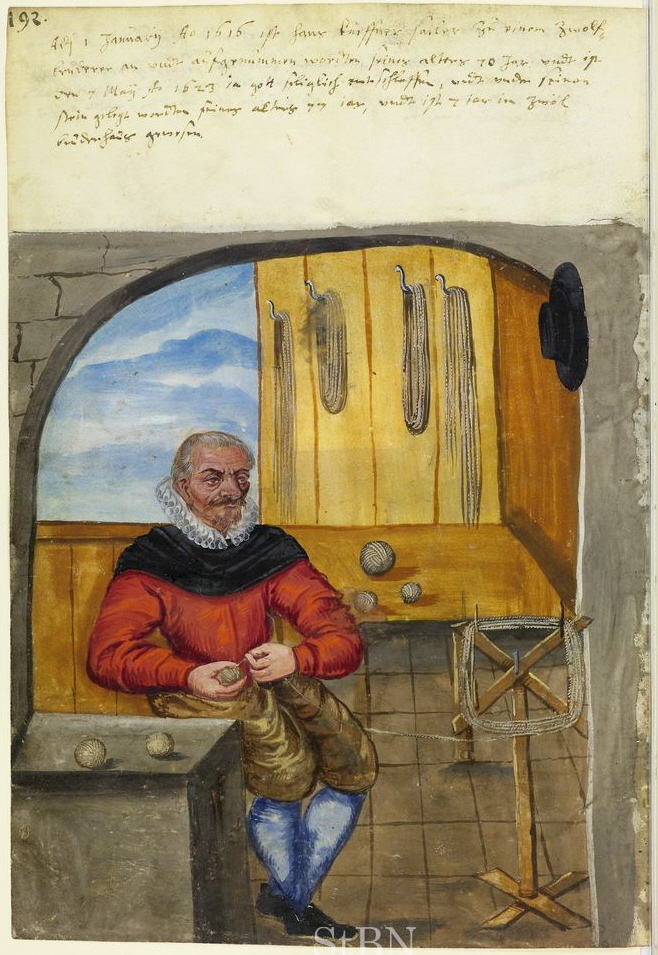
Изготовление тросов, 1616 год.